# Apo tin akri tis polis
Apo tin akri tis polis é um filme de drama grego de 1998 dirigido e escrito por Constantinos Giannaris. Foi selecionado como representante da Grécia à edição do Oscar 1999, organizada pela Academia de Artes e Ciências Cinematográficas.

## Elenco
- Stathis Papadopoulos - Sasha
- Theodora Tzimou - Natasha
- Costas Kotsianisis - Kotzian
- Panagiotis Hartomatzidis - Panagiotis